# Gösta Frändfors
Gösta Valdemar Jönsson, més conegut com a Gösta Frändfors   (Estocolm, 25 de novembre de 1915 - Estocolm, 8 d'agost de 1973), va ser un lluitador suec que va compaginar la lluita lliure i la lluita grecoromana durant les dècades de 1930 i 1940.
El 1936 va prendre part en els Jocs Olímpics d'Estiu de Berlín, on va guanyar la medalla de bronze en la prova del pes ploma del programa de lluita lliure. El 1948, una vegada finalitzada la Segona Guerra Mundial, va prendre part als Jocs de Londres, on va guanyar la medalla de plata en la prova del pes lleuger del programa de lluita lliure.
En el seu palmarès també destaquen tres medalles al Campionat d'Europa de lluita, d'or el 1947 en lluita grecoromana, i de plata el 1937 i 1946 en lluita lliure. El 1947 va rebre la Svenska Dagbladet Gold Medal. Es retirà el 1950 i el 1951 va interpretar un petit paper a la pel·lícula Spöke på semester.